# David Jonsson
David Jonsson (* 4. September 1993 in London) ist ein britischer Film- und Theaterschauspieler sowie Filmemacher.

## Leben

### Ausbildung und Theaterarbeit
David Jonsson wurde in London geboren und wuchs in einer afrokreolischen Arbeiterfamilie auf. Als Kind begeisterte er sich für Sport, ehe ihn ein Schauspiellehrer auf Sarah Kanes Theaterstück Zerbombt aufmerksam machte. Diese Erfahrung hinterließ bei Jonsson großen Eindruck. Als junger Mann wurde er Mitglied des National Youth Theatre. Er konnte seine Eltern überzeugen, ihn allein nach New York ziehen zu lassen, wo er ein Stipendium für ein Studium an einem Konservatorium erhalten hatte. Er blieb insgesamt zwei Jahre in der Stadt und widmete sich der Griechischen Tragödie.
Nach seiner Rückkehr studierte Jonsson an der Royal Academy of Dramatic Art und machte im Jahr 2016 seinen Bachelorabschluss als Schauspieler. Hierfür hatte er ein Stipendium von Warner Bros. bekommen. Hiernach ergatterte Jonsson schnell größere Theaterrollen, unter anderem neben Lia Williams und Juliet Stevenson in Mary Stuart am Almeida Theatre sowie an der Seite von David Tennant in Don Juan in Soho am Wyndham’s Theatre.

### Fernseh- und Filmkarriere
Nachdem er in der Spionageserie Deep State an der Seite von Walton Goggins und Joseph Dempsie in der Rolle eines MI5-Offiziers auftrat, folgte eine Hauptrolle in der Serie Industry, in der er Gus Sackey spielte. Im Jahr 2023 gab Jonsson sein Spielfilmdebüt in Raine Allen-Millers Rye Lane, der im Januar beim Sundance Film Festival seine Premiere feierte. Zuvor hatte er jedwede Filmrolle, die ihm angeboten wurde, abgelehnt. Im Juni 2023 wurde er vom britischen Branchendienst Screen International zu dessen „Stars of Tomorrow“ ernannt.
Neben seiner Schauspielkarriere verfasste Jonsson das Drehbuch zum Kurzfilm Gen Y (2018), den er finanzierte und gemeinsam mit Lee Gray auch als Regisseur inszenierte. Der 17-minütige Streifen, in dem er auch als Schauspieler auftrat, handelt von fünf Jugendlichen, die ihre Ausbildung abbrechen, um in London ihr eigenes Glück zu finden. Jonsson äußerte, in Zukunft gerne wieder als Regisseur arbeiten zu wollen.

## Filmografie
- 2018: Gen Y (Kurzfilm – auch Regie und Drehbuch)
- 2018: Shaun Evans in Der junge Inspektor Morse (Fernsehserie, 2 Folgen)
- 2019: Deep State (Fernsehserie, 6 Folgen)
- 2020–2022: Industry (Fernsehserie, 15 Folgen)
- 2023: Rye Lane
- 2023: Pray (Kurzfilm)
- 2024: Alien: Romulus
- 2024: Bonhoeffer: Pastor. Spy. Assassin.

## Auszeichnungen
British Academy Film Award
- 2025: Auszeichnung mit dem Rising Star Award

Screen International
- 2023: Auszeichnung als einer der „Stars of Tomorrow“ (Schauspiel)